# Cimetière militaire allemand de Marigny
Pour les articles homonymes, voir Marigny.

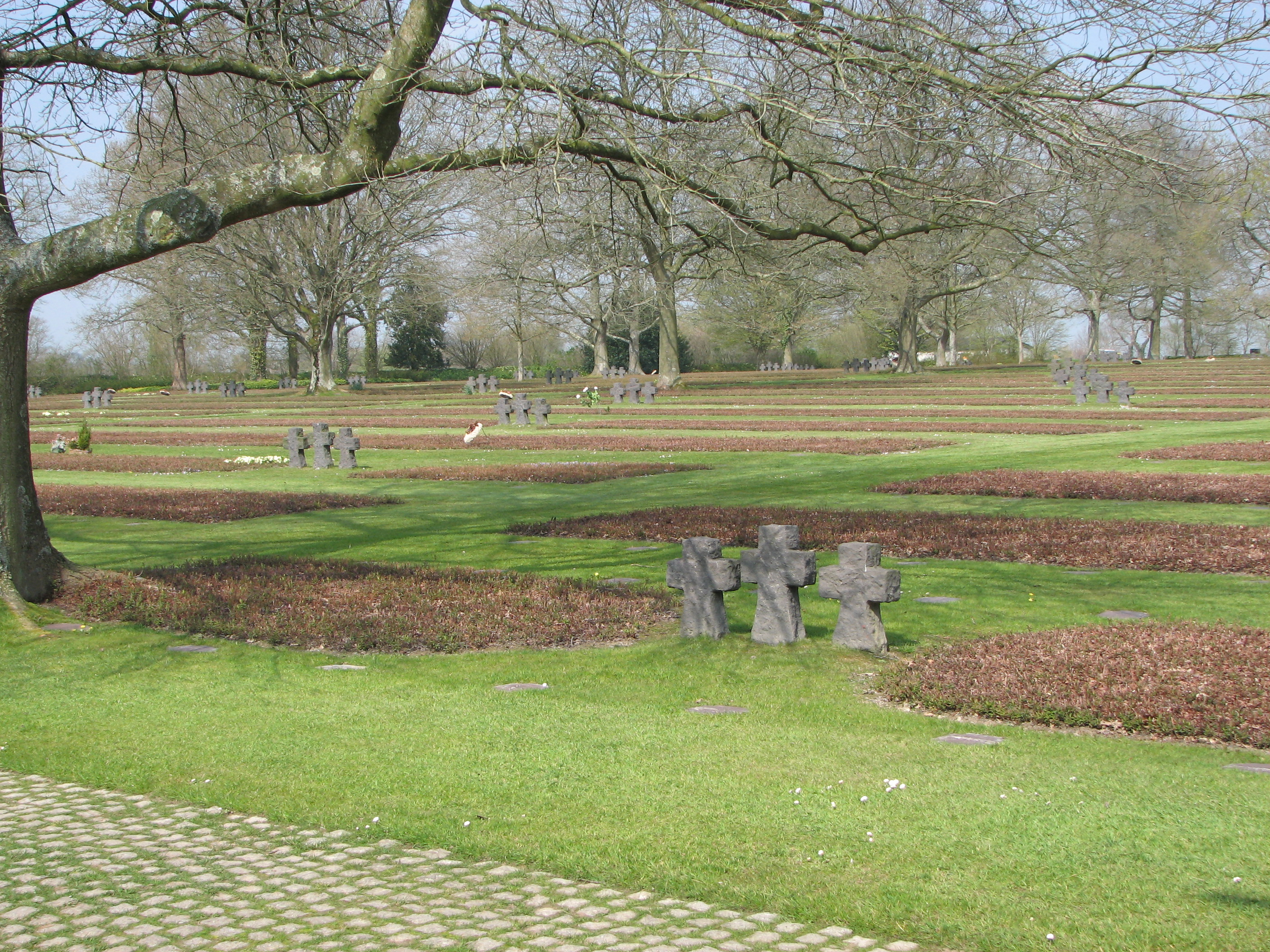
Blocs de tombes.

Le cimetière militaire allemand de Marigny est un cimetière où reposent 11 169 soldats allemands tombés pendant la bataille de Normandie. Ce cimetière est situé environ deux kilomètres au nord-est du village de Marigny, dans le département de la Manche, à 12 km à l'ouest de Saint-Lô, mais il se trouve administrativement sur la commune de Thèreval (commune déléguée de La Chapelle Enjuger).

## Cimetière militaire américain temporaire
Le site avait servi en 1944 de lieu d'inhumation pour des soldats américains avant, qu'entre 1945 et 1946, l'ensemble des 3 070 dépouilles américaines ne soient transférées vers le grand cimetière militaire de Colleville-sur-Mer, devant la plage d'Omaha Beach. Près de l'entrée il y a un monument commémoratif en souvenir des soldats du VIIth American Corps.

## Cimetière militaire allemand permanent
En 1957, le service d'entretien des sépultures militaires allemandes, le Volksbund Deutsche Kriegsgräberfürsorge, transféra les dépouilles de soldats allemands qui se trouvaient auparavant dans de nombreux petits cimetières de la région ou dans des tombes isolées. En 1958, le Volksbund entama les travaux d'aménagement. Le cimetière est divisé en cinq blocs de tombes alignées et entourés de talus. Des plaques de céramiques portent le nom, le grade et les dates de naissance et de décès de deux soldats. Des groupes de croix sont disséminés à égale distance sur ces blocs. Plusieurs soldats alsaciens enrôlés de force dans l'armée allemande sont enterrés en ces lieux. Le cimetière est ceinturé par un mur de pierre avec un bâtiment d'entrée construit dans le style des églises de la région. Le cimetière fut inauguré le 20 septembre 1961.

## Les morts
Les forces américaines dans les jours suivant le débarquement de Normandie, consolidèrent leur tête de pont sur la partie ouest du front normand, puis isolèrent la presqu'île du Cotentin avant de prendre Cherbourg. Les semaines qui suivirent furent marquées par la meurtrière bataille des Haies dans le bocage normand, avec une faible progression du front et de nombreuses pertes américaines. Pour percer le front, les Américains lancèrent fin juillet 1944, l'opération Cobra. Celle-ci débuta par un intense bombardement (tactique du "tapis de bombes") sur une section du front afin de créer une brèche dans laquelle les Alliés pourraient s'engouffrer. Les communes de Marigny (aujourd'hui Marigny-le-Lozon), La Chapelle-en-Juger (aujourd'hui Thèreval) et les communes environnantes se trouvaient dans cet étroit corridor  entraînant un nombre extrêmement important en pertes humaines dans l'armée allemande.

## Autres cimetières allemands en Normandie
- Cimetière militaire allemand de La Cambe
- Cimetière militaire allemand d'Orglandes
- Saint-Désir près de Lisieux
- Mausolée du Mont d'Huisnes
- Cimetière militaire allemand de Champigny-Saint-André

## Sources
1. 1 2  (de) Site web du Volksbund Deutsche Kriegsgräberfürsorge (Quelques informations sur le cimetière militaire allemand de Marigny)
2. ↑  (en) German War Cemetery of Marigny near La Chapelle-en-Juger in Normandy (Cimetière de Marigny)
3. ↑  Marigny, Manche - Un petit village Normand sous les bombes